# Zdziersko
Zdziersko (niem. Lehnkrug) – osada w Polsce położona w województwie zachodniopomorskim, w powiecie drawskim, w gminie Czaplinek. W latach 1975–1998 miejscowość administracyjnie należała do województwa koszalińskiego. W roku 2007 osada liczyła 4 mieszkańców. Miejscowość wchodzi w skład sołectwa Czarne Małe.

## Geografia
Osada leży ok. 2 km na północ od Czarnych Małych, ok. 600 m na północ od linii kolejowej nr 210.